# Dino Radončić
Dino Radončić (en serbe : Дино Радончић), né le 8 janvier 1999 à Giessen en Allemagne, est un joueur monténégrin de basket-ball. Il évolue aux postes d'ailier et d'ailier fort.

## Carrière
En août 2018, le Real Madrid prête Radončić au San Pablo Burgos, un club de première division espagnole, pour la saison 2018-2019. En janvier 2019, il est prêté à l'UCAM Murcie. En juillet 2019, Radončić reste à Murcie de manière durable : il y signe un contrat de deux ans mais fin février 2020, il quitte Murcie. Le lendemain, il signe un contrat avec l'Iberostar Tenerife. Le contrat court jusqu'au terme de la saison en cours.
Au mois d'août 2020, il s'engage pour quatre saisons avec Saragosse en première division espagnole.
Radončić est sélectionné dans l'équipe-type des espoirs de la Liga ACB de la saison 2020-2021, avec le meilleur jeune Usman Garuba, Carlos Alocén, Leandro Bolmaro et Yannick Nzosa,.

## Palmarès

### En club
- Vainqueur de l'EuroLigue en 2018 avec le Real Madrid.
- Champion d'Espagne en 2018 avec le Real Madrid.